# Franz Karl (Erbach-Schönberg)
Graf Franz Karl zu Erbach-Schönberg (* 28. Juli 1724 in Schönberg; † 29. September 1788 Ebenda) war ein niederländischer Generalmajor und regierender Graf der Teilgrafschaft Erbach-Schönberg sowie Ritter des russischen St.-Annen-Ordens.

## Herkunft
Seine Eltern waren der Graf Georg August zu Erbach-Schönberg (* 17. Juni 1691; † 29. März 1758) und dessen Ehefrau die Gräfin Ferdinande Henriette zu Stolberg-Gedern (1699–1750).

## Leben
Franz Karl ging in hessische Dienste und wurde 1741 Cornet. Im Jahr 1744 wechselte er dann als Hauptmann in kaiserliche Dienste. 1747 kam er dann als Oberstleutnant in niederländische Dienste, 1749 wurde er dort Oberst. Im Jahr 1772 erhielt er auch noch die Beförderung zum Generalmajor. 
Nach dem Tod seines Bruders Georg Ludwig kehrte er 1777 als regierender Graf in die Grafschaft Erbach zurück und heiratete kurz danach. Er starb 1788 an einem Schlaganfall. Sein jüngerer Bruder Christian wurde sein Nachfolger als regierender Graf.

## Familie
Er heiratete 1778 die Gräfin Auguste Karoline zu Ysenburg und Büdingen in Büdingen (* 15. März 1758; † 22. April 1815), eine Tochter des Grafen Gustav Friedrich zu Ysenburg und Büdingen. Das Paar hatte eine Tochter:
- Auguste Louise (* 28. Oktober 1784; † 14. April 1828), ledig[3]